# Sharif Sheikh Ahmed
Sheikh Sharif Sheikh Ahmed (Somalisch: Shariif Sheekh Axmed, Arabisch: شريف شيخ أحمد) (in de streek van Chabila, Somalië, 25 juli 1964) is een Somalisch politicus. Hij was onder meer president van Somalië (2009-2012) en leider van de Unie van Islamitische Rechtbanken (UIR).

## Biografie
Sharif Sheikh Ahmed heeft gestudeerd aan Libische en Soedanese universiteiten. Hij is afkomstig van de Somalische clan Hawiye. In het verleden heeft hij als leraar gewerkt. Hij heeft onder andere geografie, Arabisch en islam onderwezen. Sharif Sheikh Ahmed spreekt Somalisch, Arabisch, Italiaans en Engels.
Sharif Sheikh Ahmed was voorzitter van de uitvoerende raad van de islamitische rechtbanken en hij deelde het leiderschap met Sheik Hassan Dahir Aweys, die de wetgevende raad van de rechtbanken voorzat. De Unie van Islamitische Rechtbanken heeft in 2006 een aantal maanden de macht in bijna heel Somalië gehad, bijvoorbeeld ook in de hoofdstad Mogadishu.
Nadat de Unie van Islamitische rechtbanken uit de hoofdstad Mogadishu waren verdreven, vluchtte Sharif Sheikh Ahmed naar het zuiden van Somalië. Op 21 januari 2007 gaf hij zich over aan de Keniaanse autoriteiten. Hij zou meteen naar Nairobi zijn overgevlogen. De toenmalige Amerikaanse ambassadeur Michael Ranneberger verklaarde verschillende keren dat Sharif Sheikh Ahmed een gematigde islamitische leider is, die betrokken moest worden bij het verzoeningsproces in Somalië.
Op 31 januari 2009, enkele weken na de aftocht van de Ethiopische troepen, werd hij in Djibouti gekozen als president van Somalië. Sharif Ahmed liet in april 2009 door het parlement wetgeving aannemen gebaseerd op de sharia, waarbij iedereen die in Somalië geboren wordt automatisch een moslim wordt en elke moslim die zich bekeert tot een andere religie een afvallige is die hiervoor de doodstraf riskeert.
Bij de presidentsverkiezingen van 10 september 2012 werd Sharif Ahmed verslagen door Hassan Sheikh Mohamud. De machtsoverdracht verliep vreedzaam, waarvoor hij nationaal en internationaal geprezen werd. Bij de presidentsverkiezingen van 2017 deed Sharif Ahmed opnieuw mee, maar kwam er tegen Mohamud en de nieuw verkozen president Mohamed Abdullahi Mohamed niet aan te pas.
De Amerikaanse ambassadeur Michael Ranneberger heeft verschillende keren gezegd dat Sharif Sheikh Ahmed een gematigde islamitische leider is, die betrokken moet worden bij het verzoeningsproces in Somalië. Sharif Ahmed pleit echter voor wetgeving gebaseerd op de sharia, waarbij iedereen die in Somalië geboren wordt automatisch een moslim wordt en elke moslim die zich bekeert tot een andere religie een afvallige is die hiervoor de doodstraf riskeert.